# Обыкновенный бычок-бубырь
Обыкновенный бычок-бубырь, или бычок-лысун (лат. Pomatoschistus microps ), — вид лучепёрых рыб из семейства бычковых (Gobiidae). Распространены в восточной части Атлантического океана от Норвегии до Марокко, включая Балтийское море и западную часть Средиземного моря. Отмечены у берегов Мавритании и Канарских островов.

## Описание
Тело удлинённое, покрыто ктеноидной чешуёй. Глаза большие, их диаметр равен расстоянию от края глаза до окончания рыла.
Брюшные плавники слиты между собой и образуют присоску. Два спинных плавника с небольшим промежутком между ними. В первом спинном плавнике 6—8 колючих лучей, а во втором — от восьми до 11 мягких лучей. В боковой линии 39—51 чешуй.
Максимальная длина тела 9 см, обычно 4—5 см.
Тело окрашено в светло-серый или песочно-коричневый цвет. У самцов есть выраженное тёмное пятно в передней части спинного плавника и тёмные отметины у основания грудных и хвостового плавников. В нерестовый период самцы становятся более тёмными, а их плавники более яркими.

### Размножение
Впервые созревают в возрасте одного года при длине тела около 3,5 см. Нерестятся в море в феврале-сентябре, в зависимости от региона. Самки откладывают икру несколько раз за сезон. Икра клейкая, размеры 0,9х0,7 мм, откладывается между камнями, ракушечником и водной растительностью. После оплодотворения икры самец охраняет и аэрирует кладку до вылупления личинок. Инкубационный период длится 9 дней. Личинки и молодь ведут пелагический образ жизни. После достижения длины 11—12 мм переходят к придонному образу жизни. Молодь заходит в реки для нагула в конце лета.